# Chiesa della Beata Vergine della Neve (Bergamo)
La chiesa della Beata Vergine della Neve conosciuta come la Madonna della Neve in Rocchetta è un edificio di culto cattolico di Bergamo, posto nella parte bassa della città su via Camozzi, facente parte della diocesi e provincia di Bergamo. La chiesa è sussidiaria della chiesa di Sant'Anna dal 1859.

## Storia
La piccola chiesa fu edificata per volontà e contributo degli abitanti di Borgo Palazzo, per ringraziare la Madonna d'essere stati salvati dalla peste del 1630 e dedicata alla Madonna della nuvola. La sua costruzione ebbe, infatti, inizio nel 1633, su disegno del clusonese Cosimo Fanzago. L'edificio fu abbandonato al culto e diventato proprietà demaniale nel 1809 dalla Repubblica Cisalpina per poi venire acquistato nel 1817 dalla famiglia dei conti Camozzi, che provvide a un importante lavoro di restauro mantenendo la sua sussidiarietà alla chiesa di Sant'Alessandro della Croce per poi passare a quella di Sant'Anna nel 1859, e riaprendola alle celebrazioni liturgiche.
Il 23 febbraio 2012 la chiesa fu donata dalla contessa Maria Edvige Camozzi De Gherardi Vertova Palma alla parrocchia di Sant'Anna. L'atto fu rogato alla presenza della contessa e del figlio Edoardo Palma Camozzi, del parroco Eliseo Pasinelli, del rappresentante vescovile don Lucio Carminati nello studio di Bergamo del notaio Armando Santus.
La chiesa ha avuto l'autorizzazione, come chiesa cittadina, di celebrare le funzioni in latino, come indicato nel Summorum Pontificum da papa Benedetto XVI. Nell'ultimo decennio del Novecento il santuario è stato oggetto di restauro che ha ridato alla struttura l'originaria conformazione.

## Descrizione

### Esterno
L'edificio è circondato da un breve sagrato con pavimentazione in lastre di pietra, chiuso e protetto da un muro di media altezza, con una cancellata in ferro come accesso. Anticamente era affiancato da un corso d'acqua poi scomparso. 
La piccola chiesa si presenta a pianta ottagonale con lati disuguali e con abside rivolta a sud-est, e conserva l'originale copertura a cupola. Il pronao composto da quattro colonne in pietra complete di basamento in muratura e coronate da capitelli d'ordine ionico che reggono il timpano triangolare e che dà accesso alla chiesa, è stato aggiunto solo nei restauri ottocenteschi del 1855. Questa conserva nell'arco posto sopra il portale lo stemma della famiglia Camozzi, e la scritta sull'architrave: SANCTAE. MARIAE. AD. NIVES.
La parte superiore presenta sugli otto lati due apertura ad arco a tutto sesto atte a illuminare l'aula, e chiusa solo sul fronte principale. I lati di misura inferiore ospitano nicchie con le statue in gesso dei profeti Isaia, Geremia, Ezechiele e Daniele opere di Cosimo Fanzago.

### Interno
L'aula ottagonale, è a navata unica con soffitto piano. Il presbiterio conserva come pala d'altare il dipinto olio su tela Madonna col Bambino e santi Sebastiano e Rocco con angeli dell'artista bergamasco Carlo Ceresa, e la raffigurazione i due santi patroni degli appestati. Del clusonese Antonio Cifrondi è il dipinto raffigurante San Carlo Borromeo in processione con gli appestati nel lazzaretto milanese. L'aula è completa dell'organo della ditta Giudici posto nel 1851.